# Juan Pablo Villaseñor (director)
Juan Pablo Villaseñor (Morelia, Michoacán, 1956) es un escritor, director y guionista de cine mexicano, ganador del Premio Ariel en dos ocasiones. Es conocido principalmente por su película "Por si no te vuelvo a ver", galardonada en Francia, España, Italia, Chile, Malasia y Estados Unidos.

## Biografía
Villaseñor estudió Filosofía y Medicina en la Universidad Michoacana de San Nicolás de Hidalgo. En 1982 ingresó al Centro de Capacitación Cinematográfica (CCC) donde obtuvo el título de realizador con el cortometraje ganador del Ariel "Y yo que la quiero tanto". Con "Por si no te vuelvo a ver", su ópera prima, consiguió 30 premios, entre ellos el Ariel de Oro a la mejor película mexicana de 1997. A ésta le siguió el documental "Los Niños de Morelia" (2004), nominado al Ariel en su categoría; y volvió a la ficción con "Espérame en otro mundo" (2007), que obtuvo el premio al mejor guion en el Festival Internacional de Cine de Madrid. En el año 2011 realizó "Canciones para un amigo" y en 2016 el documental "No se pierda nuestro próximo programa". Posteriormente dirigió un par de documentales para la televisión: "Nuestra es la voz, de ustedes la palabra" (2018) y "Mirar con los oídos" (2019). La primera sobre la historia de Radio UNAM y, la segunda, sobre Radio Educación.
Ha sido miembro del Sistema Nacional de Creadores de Arte en tres ocasiones y ha servido como jurado en festivales de cine nacionales e internacionales. 
Actualmente, es profesor de tiempo completo en el Colegio de Literatura Dramática y Teatro de la Facultad de Filosofía y Letras de la Universidad Nacional Autónoma de México (UNAM)1.

## Filmografía

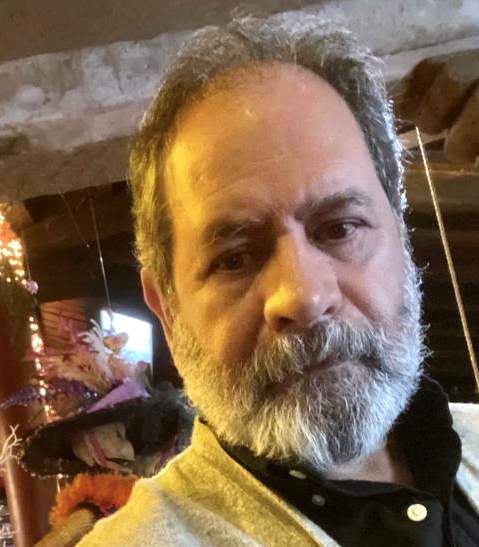

| Año  | Título                                   | Notas        |
| ---- | ---------------------------------------- | ------------ |
| 1986 | Y yo que la quiero tanto                 | Cortometraje |
| 1997 | Por si no te vuelvo a ver                |              |
| 2004 | Los niños de Morelia                     | Documental   |
| 2007 | Espérame en otro mundo                   |              |
| 2011 | Canciones para un amigo                  |              |
| 2015 | No se pierda nuestro próximo programa    | Documental   |
| 2018 | Nuestra es la voz, de ustedes la palabra | Documental   |
| 2019 | Mirar con los oídos                      | Documental   |

## Libros
| Año  | Título                                    |
| ---- | ----------------------------------------- |
| 1982 | Los Náufragos del Arca de Noé             |
| 1992 | Hermanos                                  |
| 2007 | 23,296 días después. Los niños de Morelia |
| 2013 | Breves encuentros con la dicha            |
| 2017 | El hermano zurdo/Los no identificados     |